# Svend Erik Christensen
Svend Erik Kehler Christensen (født 17. marts 1949) er en dansk tidligere fodboldspiller og fodbolddommer.

## Karriere

### Fodboldspiller
Svend Erik Christensen startede sin karriere i Nyborg Gymnastik- og Idrætsforening, hvor han også havde spillet som ungdomsspiller. Han fik debut for klubben i 3. division som 19-årig.
Han spillede i Nyborg G&I frem til 1971, hvor han skiftede til Næstved IF. Her spillede han frem til 1982, hvor det i alt blev til 220 kampe for klubben.

### Fodbolddommer
Efter karrierestoppet som fodboldspiller startede Christensen som fodbolddommer og blev i 1991 udnævnt til FIFA-dommer. I UEFA Cup 1993-94 blev han udnævnt til reservedommer i finalen mellem Inter Milan og SV Austria Salzburg.
Han dømte i Superligaen fra den blev oprettet i 1991 til 1997, hvor det i alt blev til 91 kampe i Superligaen. Hans debutkamp i Superligaen var den 16. marts 1991 i kampen mellem AGF og Brøndby IF, der endte 1-2. Han stoppede som dommer i 1997 da han faldt for aldersgrænsen for dommere.